# José Ignacio Vásquez
José Ignacio Vásquez Márquez (28 de febrero de 1960) es un académico y abogado chileno, fue ministro del Tribunal Constitucional de Chile entre 2015 y 2024. Entre 2017 y 2024 fue miembro de la Comisión Europea para la Democracia por el Derecho, conocida como Comisión de Venecia.
Es árbitro del Centro de Arbitraje y Mediación de la Cámara de Comercio de Santiago desde el año 2009.
También fue ministro y presidente del Tribunal Ambiental de Santiago, entre 2012 y 2014, el primero creado en Chile, bajo la presidencia del Presidente Piñera, tras ser seleccionado por la Alta Dirección Pública, la Corte Suprema y contar con la aprobación del Senado de la República.
Ha destacado como académico de Derecho Público en las ramas de Derecho Constitucional, Administrativo, Urbanístico y Ambiental, así como de Ciencia Política. 
Ha sido descrito políticamente como ligado al nacionalismo chileno; ha sido autor de múltiples artículos al respecto en la revista Ciudad de los Césares. Sin embargo, simultáneamente ha sido caracterizado como liberal; cuando era ministro del Tribunal Constitucional fue su voto el que permitió que se legalizase el aborto en Chile.
Académicamente es considerado como admirador del jurista alemán Carl Schmitt. Ha publicado artículos relacionados con este autor, en el que ha centrado buena parte de su producción científico-académica.

## Biografía
Estudió Arquitectura en la Universidad Católica de Valparaíso en 1978 y Derecho en la misma Universidad en 1979. En 1980 se trasladó a estudiar Derecho en la Universidad de Chile, obteniendo el título de abogado en 1989. Fue ayudante de cátedra de los profesores Luz Bulnes Aldunate y Carlos Cruz-Coke Ossa. Además cuenta con un Magíster en Ciencia Política por Universidad de Chile, y un Magíster en Derecho Público por la Universidad de Los Andes.  
Antes de titularse se desempeñó como Prosecretario General de la Sociedad Nacional de Agricultura, (1987 y 1991), y como coordinador legislativo del Ministerio de Justicia (1985-1987). Fue Secretario de Comités de Vivienda del Sector Público y Privado en la Cámara Chilena de la Construcción entre los años 1986 y 1987. 
Entre 1992 y 2004 fue Subdirector Jurídico de la Municipalidad de Vitacura, durante las administraciones de Miguel Allamand, Patricia Alessandri y Raúl Torrealba. 
Ejerció como Director de Estudio, Análisis y Evaluación de la Corte Suprema entre los años 2006 y 2012.
Fue presidente del Segundo Tribunal Ambiental de la Región Metropolitana entre 2012 y 2014; durante su gestión tuvo que implementar dicho tribunal especializado en la región. Se desempeñó como ministro del Tribunal Constitucional entre 2015 y 2024.
En su función académica ha desempeñado las cátedras de Derecho Constitucional, Ciencia Política, Derecho Administrativo, Derecho Urbanístico y Derecho Ambiental en diversas universidades; tanto en la Universidad de Chile, así como la Universidad Católica de Chile, Universidad Diego Portales, Universidad del Desarrollo, Universidad Santo Tomás, entre otras.
Obtuvo una beca de investigación para Alemania por la Fundación Hanns Seidel, realizándola en la ciudad de München. Además ha publicado artículos de derecho constitucional, urbanístico y ambiental en diversas publicaciones especializadas.

## Trayectoria
Director de Estudio, Análisis y Evaluación de la Corte Suprema
Ejerció este cargo entre los años 2006 y 2012, correespondiéndole asesorar a los presidentes y ministros de la Corte Suprema en asuntos legislativos y de interés superior de la Corte Suprema vinculados, entre otros, a materias de gobierno judicial, acciones constitucionales.

### Ministro Presidente del Tribunal Ambiental de Santiago
Tras la promulgación y publicación de la Ley Nº 20.600, se crearon los Tribunales Ambientales de Chile en junio de 2012. Destinados a perfeccionar nuestro Estado constitucional de derecho en competencia y jurisdicción relativas a la justicia ambiental. José Ignacio Vásquez fue ministro Presidente del Tribunal, elegIdo por unanimidad de los ministros del mismo tribunal el 28 de diciembre de 2012 por un período de 2 años. Le correspondió la organización y establecimiento del primer Tribunal Ambiental de Chile.

### Ministro del Tribunal Constitucional
El 29 de agosto de 2015 fue elegido por la Corte Suprema como Ministro del Tribunal Constitucional asumiendo en el cargo el 4 de septiembre de 2015. En su momento, la designación fue considerada una derrota política para el gobierno de la Presidenta Michelle Bachelet, debido a que Vásquez reemplazó en el Tribunal Constitucional la plaza dejada por el ministro Francisco Fernández, de militancia socialista. Su nombramiento también despertó polémica ya que fue colaborador de la revista nacionalista Ciudad de los Césares, dirigida por el académico Erwin Robertson.
En 2017, fue uno de los seis votos con los que el Tribunal Constitucional rechazó dos requerimientos presentados por parlamentarios de la coalición de derecha que buscaban frenar el proyecto de ley de despenalización del aborto en tres causales, el que se transformaría en ley 21.030 el 14 de septiembre de 2017, y publicada en el Diario Oficial el 23 de septiembre de ese año.

### Representante de Chile ante Comisión de Venecia

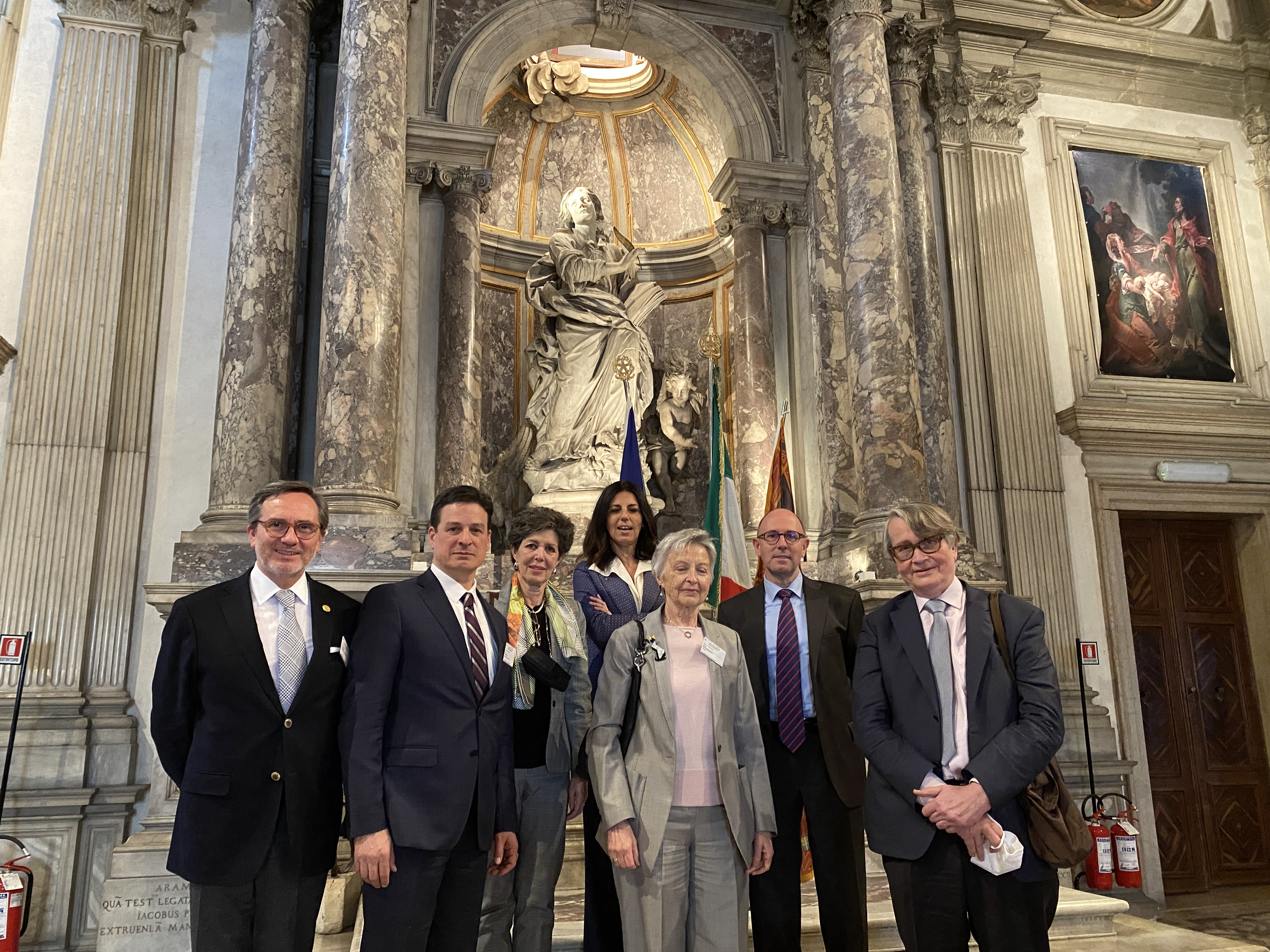
Presidenta de la Comisión de Venecia, Claire Bazy-Malaurie, Secretaria Simona Granata-Menghini, Director Karlo Tuori, José Ignacio Vásquez, representante de Chile; Paolo Carozza, representante de EUA; Janine Otalora, de México y Josep Maria Castellá de España

Desde 2017 actuó representante del Estado de Chile en la Comisión de Venecia. En 2023 fue nombrado por la Comisión Presidente de la Subcomisión América Latina de la Comisión de Venecia (Comisión Europea para la Democracia por el Derecho) por un período de dos años, en la 137° Sesión Plenaria de la Comisión, celebrada entre el 14 Y 16 de diciembre en Venecia. Tuvo una activa participación en los pronunciamientos de la Comisión respecto de los procesos constituyentes en Chile, a raíz de las solicitudes de opinion realizadas por el Senado chileno. Asimismo, logró que la Comisión de Venecia se pronunciara críticamente respecto de las irregularidades electorales ocurridas en la elección presidencial de Venezuela de 2024.

## Publicaciones y artículos
1.           Gobierno Local, Desarrollo Rural y Participación Social, en Debate desde una perspectiva Agraria, varios autores, ediciones GIA, 1988.
2.           La Nueva Derecha Europea, en Revista Ciencia Política N°22-23, Instituto de Ciencia Política Universidad de Chile, 1990.
3.           La Nueva Derecha Europea, en Revista Ciencia Política, Instituto Hernán Echavarría Olózaga, Colombia, 1990.
4.           Diversidad cultural e identidad en Hispanoamérica, en Revista Ciencia Política N°30, Instituto de Ciencia Política Universidad de Chile, 1992.
5.           El proceso de descentralización administrativa en Chile, desde 1973 hasta 1994, publicado en revista Propuestas Democráticas, Paraguay, 1994.
6.           La Autonomía Municipal. Principio fundamental de la modernización del Estado, en Revista de Derecho No. 1 de la Universidad Finis Terrae, 1997.
7.           Problemas del Urbanismo Municipal. Publicado en Revista de Derecho No. 2 de la Universidad Finis Terrae, 1998.
8.           Hacia una mayor participación comunal. Publicado en Proyecto Local No. 5, enero-febrero, 1999.
9.           Planificación Comunal: ¿Ahora también lo rural? Publicado en Proyecto Local No. 6, marzo-abril, 1999.
10.        Análisis crítico sobre la naturaleza de la ley de protección de datos personales. Publicado en Revista de Derecho No. 3 de la Universidad Finis Terrae, 1999 y en Informativo Jurídico No. 21 de la Editorial Jurídica de Chile, 2000.
11.        Las Constituciones vigentes en el siglo XX en Chile, en coautoría con Enrique Navarro Beltrán, en Revista de Derecho No. 4 de la Universidad Finis Terrae, 2000.
12.        Las Constituciones vigentes en el siglo XX en Chile, en la obra colectiva 20 Años de Vigencia de la Constitución Chilena. 1981-2001, Editorial Conosur, Santiago, 2001.
13.        La forma de Estado en la Constitución de 1980. El proceso de descentralización administrativa, ensayo publicado en la obra colectiva 20 Años de Vigencia de la Constitución Chilena. 1981-2001, Editorial Jurídica Conosur, Santiago, 2001.
14.        El problema del financiamiento municipal, publicado en Revista de Derecho de la Universidad Finis Terrae, 2001.
15.        Comentario a dos fallos de protección en materia de salud, en Revista de Derecho de la Universidad Finis Terrae, 2002.
16.        Derecho a la salud, Protección y Garantía, publicado en Revista de Derecho Universidad Finis Terrae, 2003.
17.        Las microempresas familiares, en Revista de Derecho, Universidad Finis Terrae, 2004.
18.        La influencia de Carl Schmitt en Chile, en Empresas Políticas No. 4, Murcia 2004.
19.        Una particular visión de Julien Freund Politique, en Empresas Políticas No. 5, Murcia 2005.
20.        Una ausencia de efectiva garantía jurisdiccional en el derecho urbanístico, Sentencias Destacadas 2004 Una mirada desde la perspectiva de las políticas públicas, en Anuario de Jurisprudencia del Instituto Libertad y Desarrollo.
21.        El necesario financiamiento municipal: más tributos o racionalización del Estado, en La Semana Jurídica 230.
22.        El déficit garantístico del artículo 19 No. 9 de la Constitución, ponencia de las XXXIV Jornadas de Derecho Público, publicada en Acta, 2005, Editorial Lexis Nexis, 2005.
23.        Carl Schmitt. La Agonía del Ius Publicum Europeaum, en Actualidad Jurídica de la Facultad de Derecho de la Universidad del Desarrollo, enero de 2006.
24.        El Reclamo de Ilegalidad Municipal, en Revista de Derecho, Universidad Finis Terrae, 2005.
25.        Las Municipalidades como actores económicos y la defensa ante sus resoluciones administrativas, en Revista de Derecho Universidad Finis Terrae, 2005.
26.        Concesiones Portuarias y Constitución, en Revista de Derecho, Universidad Finis Terrae, 2006, pág. 403-433.
27.        Potestades Fiscalizadoras de la Contraloría General de la República y Empresas de Economía Mixta, en Revista de Derecho, Universidad Finis Terrae, 2007.
28.        El Control de constitucionalidad de los Autos Acordados de la Corte Suprema, en Revista de Derecho Público, Facultad de Derecho, Universidad de Chile, Nº 72, 2010.
29.        Carl Schmitt y su relación con el marxismo y la izquierda, Revista de Ciencias Sociales, Universidad de Valparaíso, 2012.
30.        Análisis del artículo 77 de la Constitución Política sobre el rol de la Corte Suprema de Justicia en la actividad legislativa, Revista de Derecho Público, Facultad de Derecho, Universidad de Chile, Nº 75, 2012
31.        Aplicabilidad de la Ley de transparencia de la función pública respecto de las empresas y sociedades del Estado, en Revista de Derecho, Universidad Finis Terrae, 2012.
32.        Una reforma urgente: un sistema municipal igualitario y democrático, número especial sobre Reformas Constitucionales, en Revista de Derecho Público, Facultad de Derecho Universidad de Chile, 2014.
33.        Pasado y Futuro del derecho fundamental al medio ambiente, Revista de Derecho Público, Facultad de Derecho Universidad de Chile, Nº 77, 2014.
34.        Necesidad de Urbanismo Ambiental en Chile, en Revista Nº 4 del Centro de Energía, Medio Ambiente y Ordenamiento Territorial, de la Universidad Mayor, diciembre 2014.
35.        Tribunales y Jurisdicciones Ambientales especializados en América, Revista de Derecho 2014, Universidad Finis Terrae, diciembre 2014.
36.        Sustentabilidad y Rol de los Tribunales Ambientales chilenos, en publicación del Seminario sobre Sustentabilidad en Chile: Actualidad y Futuro, Universidad del Desarrollo y Universidad Católica de Valparaíso, 2014 (en preparación)
37.        Los Nuevos Tribunales Ambientales en Chile: sus competencias y criterios jurisprudenciales sobre daño ambiental, Ediciones Planeta Verde, Sao Paulo, Brasil, 2015.
38.        La relación entre el Tribunal Constitucional y los Tribunales de Justicia, en libro El Tribunal Constitucional de Chile y el Tribunal Constitucional de España, 2019 (https://www3.tribunalconstitucional.cl/libros/el-tribunal-constitucional-de-chile-y-el-tribunal-constitucional-de-espana-2019/)
39.        El Tribunal Constitucional ante el Legislador en Chile, en Derecho Procesal Constitucional, libro homenaje al Profesor Juan Colombo Campbell, Tirant lo Blanch, Santiago, 2021.
40.        La Comisión de Venecia y los procesos constituyentes de Chile, Mercurio Legal, 2023
41.        El uso revolucionario del derecho y el proceso constituyente, en Crisis institucional chilena, varios autores, ediciones Ignacio Carrera, 2024.
42.        La necesidad de la Nación en la obra de Roger Scruton, en Revista Chilena de Historia del Derecho, N° 26, Tomo III, 2024.
43.        Posiciones y Conceptos desde la Justicia Constitucional, Cuadernos del Tribunal Constitucional, 2024 (en edición)
44.         Estudio introductorio a libro Las 50 sentencias destacadas del Tribunal Constitucional de Chile en sus 50 años de existencia, ediciones Tribunal Constitucional, 2024 (en edición).
45.        Doctrina Constitucional 2015-2024 (Selección de Sentencias y Disidencias redactadas por el Ministro Vásquez), edición del Tribunal Constitucional.
46.        Diversos artículos en prensa nacional.
47.        Redacción de diversas sentencias en materia ambiental como Ministro del Tribunal Ambiental de Santiago.